# حثوة (القبيطة)

تعديل مصدري - تعديل

حثوة هي إحدى قرى الحويمي في  عزلة كرش بمديرية القبيطة التابعة لمحافظة لحج، بلغ تعداد سكانها 133 نسمة حسب تعداد اليمن لعام 2004.